# 53e cérémonie des New York Film Critics Circle Awards
La 53e cérémonie des New York Film Critics Circle Awards, décernés par le New York Film Critics Circle, a eu lieu le 24 janvier 1988, et a récompensé les films réalisés l'année précédente.

## Palmarès

### Meilleur film
- Broadcast News
- Finalistes : Gens de Dublin (The Dead) et Hope and Glory

### Meilleur réalisateur
- James L. Brooks - Broadcast News
- Finaliste : John Huston - Gens de Dublin

### Meilleur acteur
- Jack Nicholson - Les Sorcières d'Eastwick, Ironweed et Broadcast News
- Finalistes : Michael Douglas - Wall Street et William Hurt - Broadcast News

### Meilleure actrice
- Holly Hunter - Broadcast News
- Finalistes : Christine Lahti - Housekeeping et Maggie Smith - The Lonely Passion of Judith Hearne

### Meilleur acteur dans un second rôle
- Morgan Freeman - La Rue (Street Smart)
- Finaliste : Sean Connery - Les Incorruptibles

### Meilleure actrice dans un second rôle
- Vanessa Redgrave - Prick Up Your Ears
- Finalistes : Anjelica Huston - Gens de Dublin et Olympia Dukakis - Éclair de lune (Moonstruck)

### Meilleur scénario
- James L. Brooks - Broadcast News
- Finaliste : Tony Huston - Gens de Dublin

### Meilleure photographie
- Vittorio Storaro - Le Dernier Empereur

### Meilleur film en langue étrangère
- Ma vie de chien (Mitt liv som hund) • Suède